# Cargrad TV
Cargrad TV (rusky Царьгра́д ТВ) je ultranacionalistická ruská zpravodajská televizní síť, kterou založil v roce 2015 miliardář blízký Kremlu Konstantin Malofejev. Úzce spolupracuje s Ruskou pravoslavnou církví a podporuje ruské vojenské akce. V roce 2022 se na webu tohoto kanálu objevila stránka s názvem Naši hrdinové, věnovaná ruským vojákům, kteří padli na Ukrajině od začátku invaze. Stanice Cargrad TV spojila kremelskou propagandu se stylem žluté žurnalistiky. Kanál Cargrad na platformě YouTube byl 28. července 2020 kompletně smazán.